# العلاقات الباكستانية البوليفية
العلاقات الباكستانية البوليفية هي العلاقات الثنائية التي تجمع بين باكستان وبوليفيا.

## مقارنة بين البلدين
هذه مقارنة عامة ومرجعية للدولتين:
| وجه المقارنة                                              | باكستان                     | بوليفيا                                          |
| --------------------------------------------------------- | --------------------------- | ------------------------------------------------ |
| المساحة (كم2)                                             | 881.91 ألف                  | 1.10 مليون                                       |
| عدد السكان (نسمة)                                         | 197.02 مليون                | 11.05 مليون                                      |
| الكثافة السكانية (ن./كم²)                                 | 223.4                       | 10.05                                            |
| العاصمة                                                   | إسلام آباد                  | سوكري، لاباز                                     |
| اللغة الرسمية                                             | لغة إنجليزية، اللغة الأردية | اللغة الإسبانية، اللغة الأيمرية، كتشوا، غوارانية |
| العملة                                                    | روبية باكستانية             | بوليفاريو بوليفي                                 |
| الناتج المحلي الإجمالي (بليون دولار)                      | 304.95 مليار                | 37.51 مليار                                      |
| الناتج المحلي الإجمالي (تعادل القوة الشرائية) بليون دولار | 946.67 مليار                | 74.58 مليار                                      |
| الناتج المحلي الإجمالي الاسمي للفرد دولار أمريكي          | 1.43 ألف                    | 3.08 ألف                                         |
| الناتج المحلي الإجمالي للفرد دولار أمريكي                 | 4.81 ألف                    | 6.63 ألف                                         |
| مؤشر التنمية البشرية                                      | 0.538                       | 0.662                                            |
| رمز المكالمات الدولي                                      | +92                         | +591                                             |
| رمز الإنترنت                                              | .pk                         | .bo                                              |
| المنطقة الزمنية                                           | ت ع م+05:00                 | 00                                               |

## منظمات دولية مشتركة
يشترك البلدان في عضوية مجموعة من المنظمات الدولية، منها:
| علم المنظمة | اسم المنظمة                        | تاريخ انضمام باكستان | تاريخ انضمام بوليفيا |
| ----------- | ---------------------------------- | -------------------- | -------------------- |
|             | الاتحاد البريدي العالمي            | ?                    | ?                    |
|             | منظمة حظر الأسلحة الكيميائية       | ?                    | ?                    |
|             | منظمة التجارة العالمية             | ?                    | 12 سبتمبر 1995       |
|             | الأمم المتحدة                      | 30 سبتمبر 1947       | 14 نوفمبر 1945       |
|             | وكالة ضمان الاستثمار متعدد الأطراف | 12 أبريل 1988        | 3 أكتوبر 1991        |
|             | منظمة الشرطة الجنائية الدولية      | ?                    | ?                    |
|             | مؤسسة التمويل الدولية              | 20 يوليو 1956        | 20 يوليو 1956        |
|             | الاتحاد الدولي للاتصالات           | 26 أغسطس 1947        | 1 يونيو 1907         |
|             | البنك الدولي للإنشاء والتعمير      | 11 يوليو 1950        | 27 ديسمبر 1945       |
|             | يونسكو                             | 14 سبتمبر 1949       | 13 نوفمبر 1946       |

## وصلات خارجية
- موقع وزارة الخارجية الباكستانية
- موقع وزارة الخارجية البوليفية